# همایی سفلی
همایی سفلی، روستایی از توابع بخش روداب شهرستان سبزوار و در استان خراسان رضوی ایران است. 
این روستا در بین روستای همایی و اجنورد واقع شده و  قناتی به طول ۸۰۰ متر دارد که سرچشمه آن در نزدیکی کلاته محمد آباد است. 
این روستا در سال ۱۳۰۵ توسط "عبدالحمید دشتی" فرزند حاج سلیمان خریداری شد و قنات آن بازسازی گردید و به همین دلیل در اسناد آن نام حمید آباد قید شده است.

## جمعیت
این روستا در دهستان کوه همائی قرار دارد و براساس سرشماری مرکز آمار ایران در سال ۱۳۸۵، جمعیت آن زیر سه خانوار بوده‌است.